# Андреландія (мікрорегіон)
Андреландія (порт. Microrregião de Andrelândia) — мікрорегіон в Бразилії, входить в штат Мінас-Жерайс. Складова частина мезорегіону Південь і південний захід штату Мінас-Жерайс. Населення становить 75 631 чоловік на 2006 рік. Займає площу 5034,106 км². Густота населення — 15,0 чол./км².

## Склад мікрорегіону
До складу мікрорегіону включені наступні муніципалітети:
1. Аюруока
2. Андреландія
3. Арантіна
4. Бокайна-ді-Мінас
5. Бон-Жардін-ді-Мінас
6. Карвальюс
7. Крузілія
8. Лібердаді
9. Міндурі
10. Паса-Вінті
11. Серітінга
12. Серранус
13. Сан-Вісенті-ді-Мінас

| Бразилія | Це незавершена стаття з географії Бразилії. Ви можете допомогти проєкту, виправивши або дописавши її. |